# 후지와라 시류
후지와라 시류(일본어: 藤原 志龍, 2000년 9월 5일~)는 일본의 축구 선수이다.

## 구단 경력
그는 2018년 J2리그의 도쿠시마 보르티스에 입단했고, 5년동안 팀에서 뛰었다. 2023년부터 2024년까지 J3리그의 FC 류큐와 테게바자로 미야자키에서 뛰었다.